# بدن انسان (مستند)
بدن انسان (به انگلیسی: The Human Body)، مجموعه مستندی هفت قسمتی است که برای نخستین بار در ۲۰ مه ۱۹۹۸ در بی‌بی‌سی وان به نمایش در آمده است. مجری‌گری این مستند را دانشمند رشته پزشکی، رابرت وینستون بر عهده داشته است. این مستند که با همکاری بی‌بی‌سی و تی‌ال‌سی تولید شده، به مکانیزم و عواطف بدن انسان از کودکی تا مرگ می‌پردازد.
این مجموعه، نامزد دریافت چندین جایزه بوده و چندین جایزه نیز برنده شده است.